# Cathédrale de Ratzebourg
La cathédrale de Ratzebourg ou cathédrale Sainte-Marie-et-Saint-Jean-l'Évangéliste (en allemand : Dom St. Marien und Johannis Evangelistae)  est une ancienne église romane allemande située à Ratzebourg, l'une des   mieux conservées du pays. La cathédrale doit son aspect particulier à l'absence de pierre naturelle dans la région. Elle a donc été construite en briques.

## Histoire
L'église, construite à partir de 1160 sous l'évêque Evermod, est située sur le sommet le plus élevé de la pointe nord de l'île de la vieille ville de Ratzebourg. L'île abrite les ossements de Saint Ansverus, qui a été tué en 1066 lors du soulèvement de Wends. La cathédrale a été donnée par Heinrich le Lion comme église épiscopale du diocèse de Ratzebourg (en). Il s'agit donc de l'une des quatre "cathédrales du lion", auxquelles appartiennent également celles de Schwerin, Lübeck et Braunschweig. Une réplique du lion de Braunschweig se trouve dans la cour de la cathédrale de Ratzebourg depuis 1881.

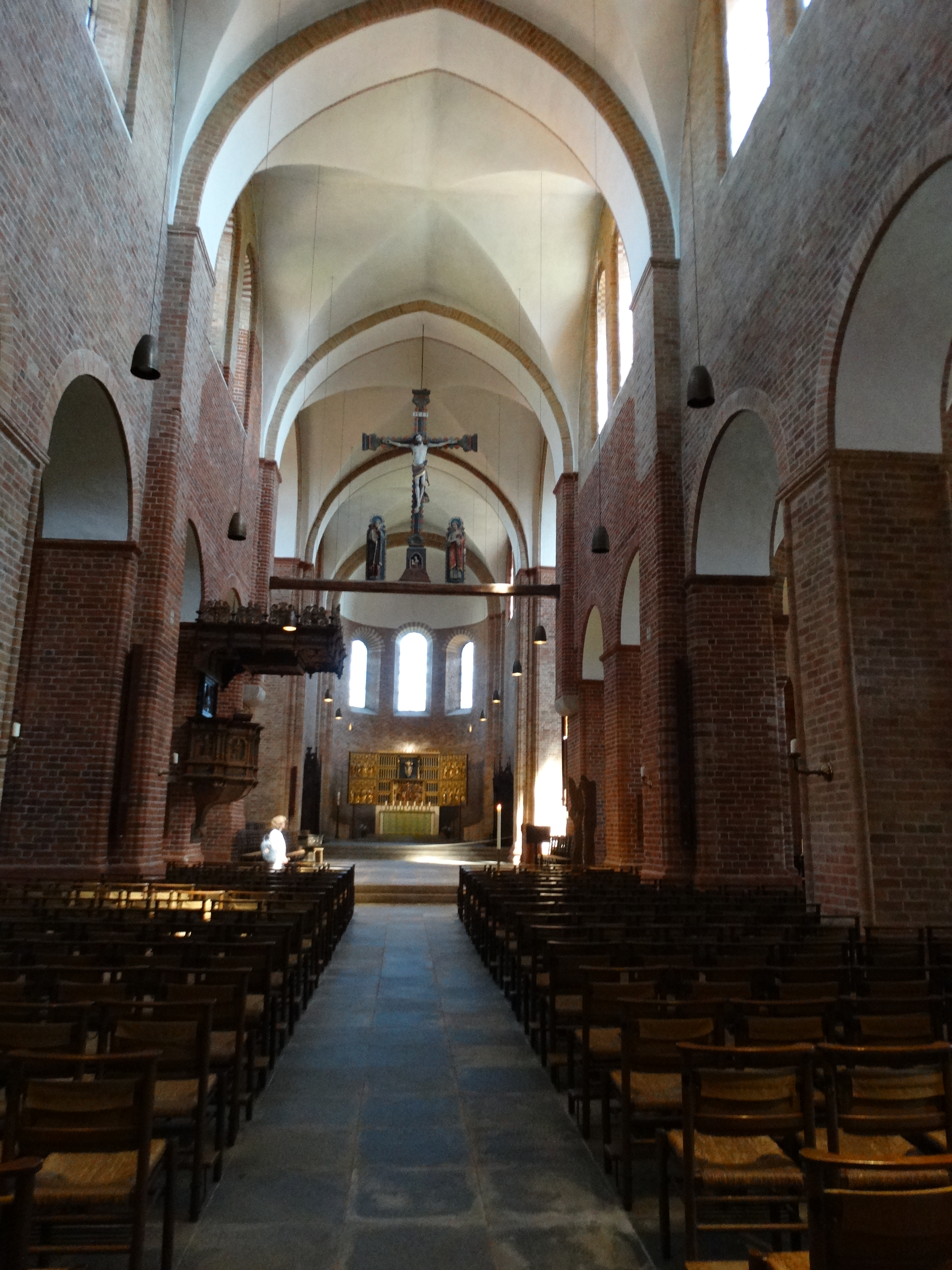
Vue de l'intérieur de la cathédrale de Ratzebourg.

La pose de la première pierre a eu lieu le 11 août 1154, et les travaux de construction du chœur commencèrent en 1160. Avec le vestibule sud, la construction de l'église a été achevée vers 1220. Dans la seconde moitié du XIIIe siècle, le cloître et la salle capitulaire des chanoines ont été ajoutés, ainsi que la "Chapelle de Lauenburg" en 1380.
Après la mort de l'évêque Georg von Blumenthal en 1550, le duc François Ier de Saxe-Lauenburg tente en vain de faire élire son fils Magnus, âgé de neuf ans, mais Christoph von der Schulenburg est élu évêque. Le duc appelle alors le chef des mercenaires Vollrad de Mansfeld avec ses troupes dans le pays, qui pillent la cathédrale le 23 mai 1552. Mansfeld reste deux mois sur place; il ne brûle pas la cathédrale en échange d'un paiement de 4.000 Thalers.
En 1554, l'évêque Christoph von der Schulenburg, converti au protestantisme, vend le diocèse au duc Christoph von Mecklenburg pour 10 000 thalers. En 1566, Georg Usler est devenu le premier prédicateur protestant à être nommé à la cathédrale. Après sa mort, la charge pastorale de la cathédrale a été initialement prise en charge par les surintendants de la Hochstift, dont Konrad Schlüsselburg, Nicolaus Peträus et Hector Mithobius.
Depuis la sécularisation du diocèse dans la Paix de Westphalie (1648), la Hochstift et la Domhof appartenaient territorialement à la principauté de Ratzebourg qui après 1701 est tombée dans le Mecklembourg-Strelitz, tandis que la ville de Ratzebourg appartenait au duché de Saxe-Lauenburg. Le tribunal de la cathédrale n'est arrivé dans la province du Schleswig-Holstein, alors encore prussienne, qu'en 1937 en raison d'un échange de territoires par le biais de la loi sur le Grand Hambourg. La cathédrale et sa congrégation, à laquelle le Bäk appartient également, ont continué à faire partie de l'Église protestante luthérienne du Mecklembourg, qui a cependant été empêchée de l'administrer après la fondation de la RDA et a donc créé le district administratif de Ratzebourg, qui comprenait également la paroisse de Ziethen, par une loi de 1954.
Après la réunification, cette dotation avec ses avantages financiers est restée ; après des années de discussions, la paroisse de Ziethen a été complètement retirée du Mecklembourg en 1998 en vertu du droit canonique et incorporée à l'église de l'Elbe du Nord ; mais pour la cathédrale et sa paroisse, le statu quo est resté jusqu'en 2012, ce qui a été considéré comme une expression de la solidarité et de la coopération des deux églises d'État, qui avaient trouvé dans cette cathédrale leur pivot commun.
Lorsque les trois églises régionales d'Allemagne ont été réunies pour former l'Église évangélique luthérienne d'Allemagne du Nord en 2012, le statut de la cathédrale sans appartenance à un district ecclésiastique est resté pour un certain moment. En septembre 2016, le synode de l'Église du Nord a adopté une loi sur l'Église selon laquelle la congrégation de la cathédrale de Ratzebourg appartiendra au district ecclésiastique de Lübeck-Lauenburg à partir de 2017.
En raison de la "fonction de pont" de la cathédrale, la célébration de la fondation de l'église fondation de a lieu le dimanche de Pentecôte, le 27 mai 2012. Le président fédéral Joachim Gauck était présent. Le patronage de l'église avec la responsabilité de la charge de conservation et restauration de la cathédrale et des bâtiments associés incombe à l'État du Schleswig-Holstein; les biens sont gérés par la Direction des bâtiments du Schleswig-Holstein.

## Architecture

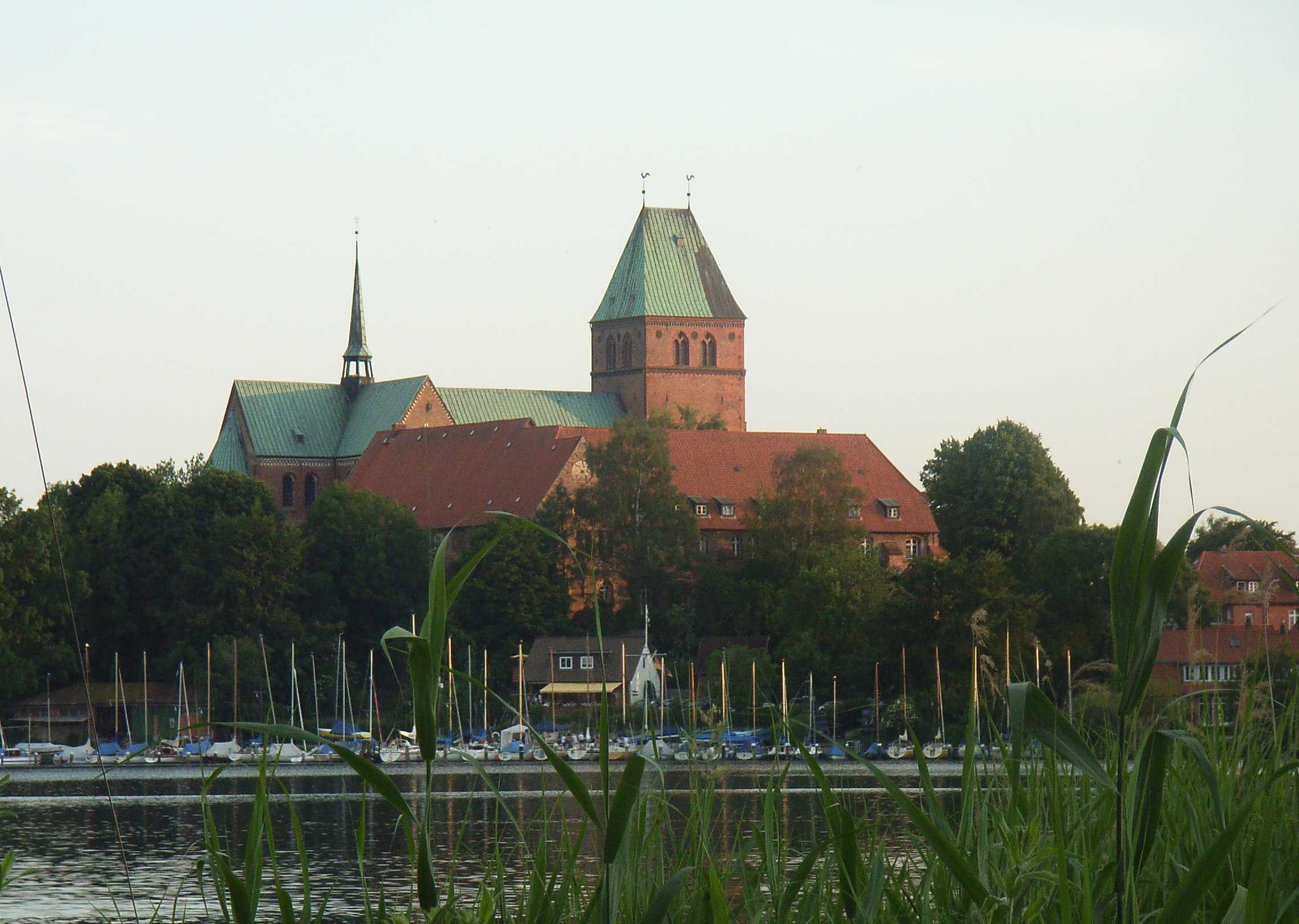
Vue de la cathédrale de Ratzebourg avec le lac.

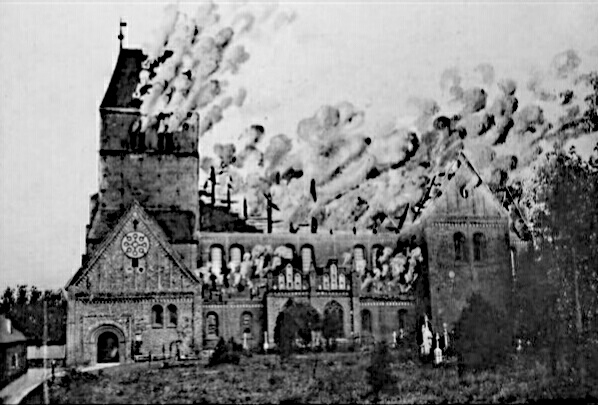
L'incendie de la cathédrale de Ratzebourg le 19 août 1893.

L'impressionnant bâtiment est une basilique romane à trois nefs liées par un transept. Le cloître gothique du monastère des Prémontrés (1251) est attenant, situé sur le côté nord. Le massif occidental est surmonté d'une tour massive, et complété par deux ailes qui forment un transept. Il était prévu à l'origine la construction de deux tours. On trouve aussi au sud d'autres bâtiments monastiques avec une sublime façade à pignons décorés. Un flèche surmonte la croisée du transept oriental de la cathédrale. Certains éléments du bâtiment roman d'origine ont été adaptés durant la période gothique, de sorte que des arcs brisés occupent les espaces supérieurs (par exemple au niveau du sommet de la tour). La voûte de la nef centrale a également été modifiée en style gothique, bien que les arcades des nefs latérales aient conservé l'arc en plein cintre roman.

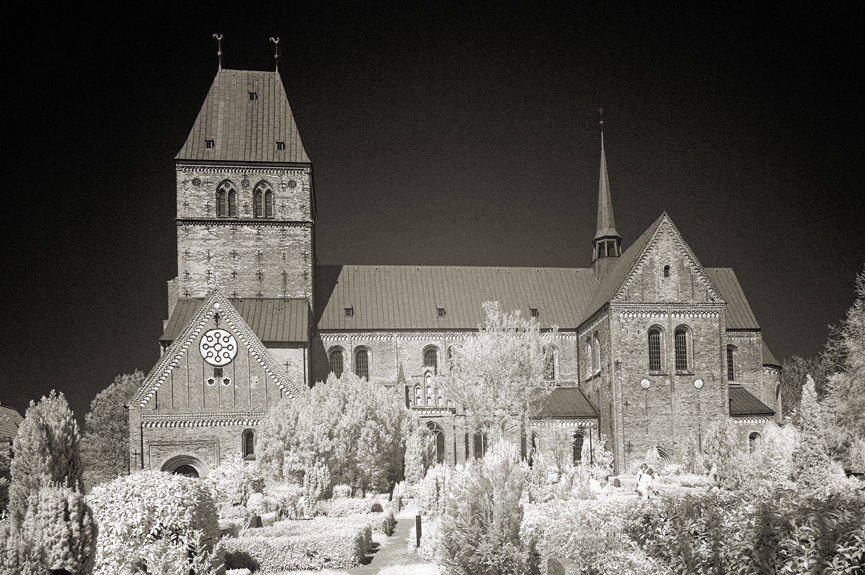
Photo de la cathédrale au printemps 2009.

En 1693, la cathédrale fut endommagée lors du bombardement de la ville de Ratzebourg par les troupes danoises du roi Christian V, tandis que la ville  s'enfonçait dans les ruines. De 1876 à 1881, la cathédrale  fait l'objet d'une vaste restauration sous la direction de Georg Daniel, au cours de laquelle les extensions de la chapelle gothique sont supprimées, à l'exception de la chapelle de Lauenburg.
Après que la foudre ait frappé la cathédrale lors d'un orage le 19 août 1893, des parties du bâtiment sont détruites par le feu. Les restaurations suivantes sont réalisées par Georg Daniel et Friedrich Wilhelm J. Rickmann jusqu'en 1899. Lors des dernières grandes restaurations (1953-1966), l'état d'origine est totalement restauré. Aujourd'hui, la cathédrale médiévale est l'un des plus anciens bâtiments ecclésiastiques du Schleswig-Holstein. L'ensemble des bâtiments de la cathédrale, du cloître et du monastère est l'un des ensembles de l'art roman tardif les mieux conservés d'Europe.

## Mobilier
La cathédrale possède une riche décoration intérieure. Elle abrite entre autres les plus anciennes stalles de chœur d'Allemagne du Nord. Le maître-autel de Gebhard Jürgen Titge (1629, aujourd'hui dans le transept sud)  du début du baroque ainsi que l'épitaphe ducale d'August von Sachsen-Lauenburg et de son épouse la comtesse Catharina zu Oldenburg und Delmenhorst, également créée par Titge dans le même style en 1649, l'autel ailé sculpté de la fin du gothique avec des ailes provenant de l'atelier de Lübeck de Hermen Rode (1490), les dos des panneaux peints par Hinrich van Kroghe (1483), la magnifique chaire Renaissance de 1576 et un groupe de croix triomphales du XIIIe siècle  ne sont que quelques exemples.
Dans la chapelle de Lauenburg, au niveau du bas-côté sud, se trouve le tombeau du duc Jean IV de Saxe-Lauenburg et de son épouse, ainsi que les bancs de l'église ducale. Les tombes des ducs de Lauenburg sont situées au sous sol mais ne sont pas accessibles au public. Les restes de Saint Ansverus sont également enterrés dans la cathédrale de Ratzebourg.
Dans la cour intérieure du cloître se trouve une réplique de la sculpture du mendiant d'Ernst Barlach depuis 1978, une des sculptures de la Communion des Saints de l'œuvre occidentale de la Katharinenkirche de Lübeck.

## Les orgues

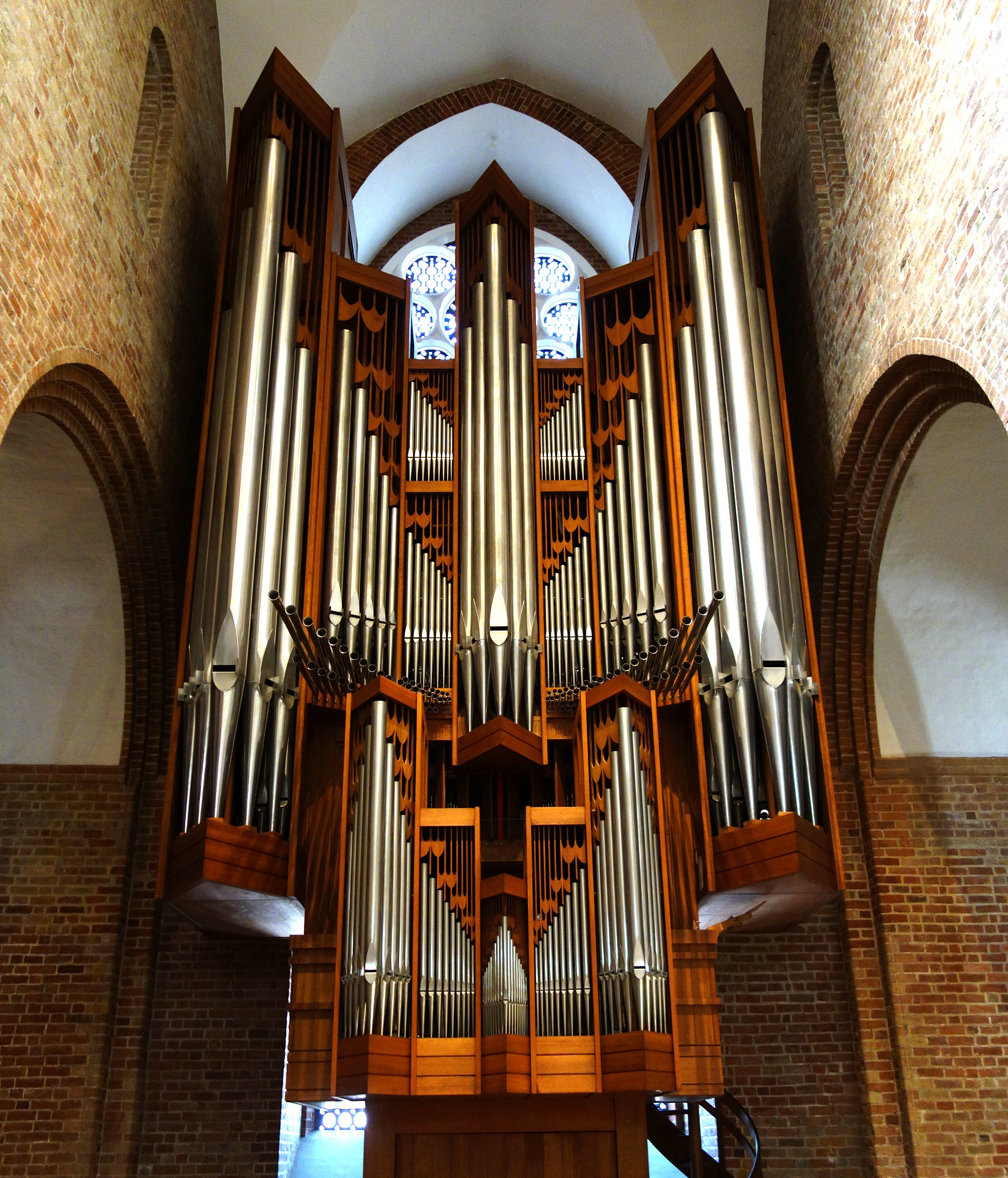
L'orgue principal de la cathédrale, installé en 1978.

L'histoire des orgues de la cathédrale de Ratzebourg remonte à l'année 1230 ; à cette époque, la cathédrale possédait l'un des premiers instruments d'Allemagne du Nord. En 1563, le facteur d'orgues Jacob Scherer construit un nouvel instrument ; en 1619, le facteur d'orgues Albrecht Lewin construit un orgue en nid d'hirondelle avec un total de 38 jeux. Aujourd'hui, la cathédrale possède trois orgues, tous de construction récente.

### Le grand orgue de la cathédrale
Le grand orgue situé sur le mur ouest de la cathédrale a été construit en 1978 par la société de facture d'orgues Rieger (Vorarlberg). Il compte 60 jeux sur quatre claviers et pédale. Il possède deux jeux d'anches horizontaux, un Zimbelstern  et un glockenspiel. En 1994, un carillon a été ajouté et en 2013, l'ensemble de l'instrument a été démonté et sa sonorité revue. Cet orgue fut l'instrument de prédilection de Peter Hurford (en), sur lequel il enregistra les trois chorals de César Franck en 2010 (disques Argo).